# Het Dodenmeer
Het Dodenmeer is een jeugdboek van de Ierse schrijver Darren Shan uit 2004. Het is het tiende deel van de twaalfdelige reeks "De wereld van Darren Shan" en daarin een onderdeel van de Noodlot trilogie. The Lake of Souls werd oorspronkelijk in 2003 uitgebracht bij HarperCollins in Londen.

## Het verhaal
In dit deel draait het vooral om Darrens beste vriend Harkat. Harkat heeft vreselijke nachtmerries omdat hij niet weet wie hij in zijn jeugdjaren is geweest. Harkat is een van de kleine mensen van meneer Tiny, een machtige man die kleine mensen maakt uit lijken. Meneer Tiny stuurt Harkat op een reis die hem misschien zijn leven kan kosten en Darren gaat mee, tegen de zin van Harkat. Tijdens de reis komen ze allerlei gevaren tegen, zoals een panter, een reuzenpad, krokodillen, draken en ze ontmoeten de vroegere piraat. Later als ze bij het dodenmeer zijn die door draken bewaakt wordt moet de piraat de ziel van Harkat eruit vissen. Als dat gebeurt komt de ziel tot leven en wordt hij de vroegere Harkat. Maar de piraat is een kannibaal en wil telkens weer een ziel eruit vissen en weer vermoorden om op te eten. De draak doodt de piraat en Harkat heeft zijn ziel gevonden. Hij bleek in zijn vorig leven een verrader van de vampiers te zijn, maar Darren Shan (half vampier) maakte dat niets uit. Daarna werden ze gered van de draken. Later terug op op hun eigen planeet (de andere was kaal en verwoest, vol met monsters) zei Harkat dat het geen andere planeet was, maar de toekomst.